# Ливенский сельский совет (Новосанжарский район)
Ливенский сельский совет (укр. Лівенська сільська рада) — входит в состав
Новосанжарского района
Полтавской области
Украины.
Административный центр сельского совета находится в 
с. Ливенское.

## История
- 1924 — дата образования.

## Населённые пункты совета
- с. Ливенское